# Patryk Chojnowski

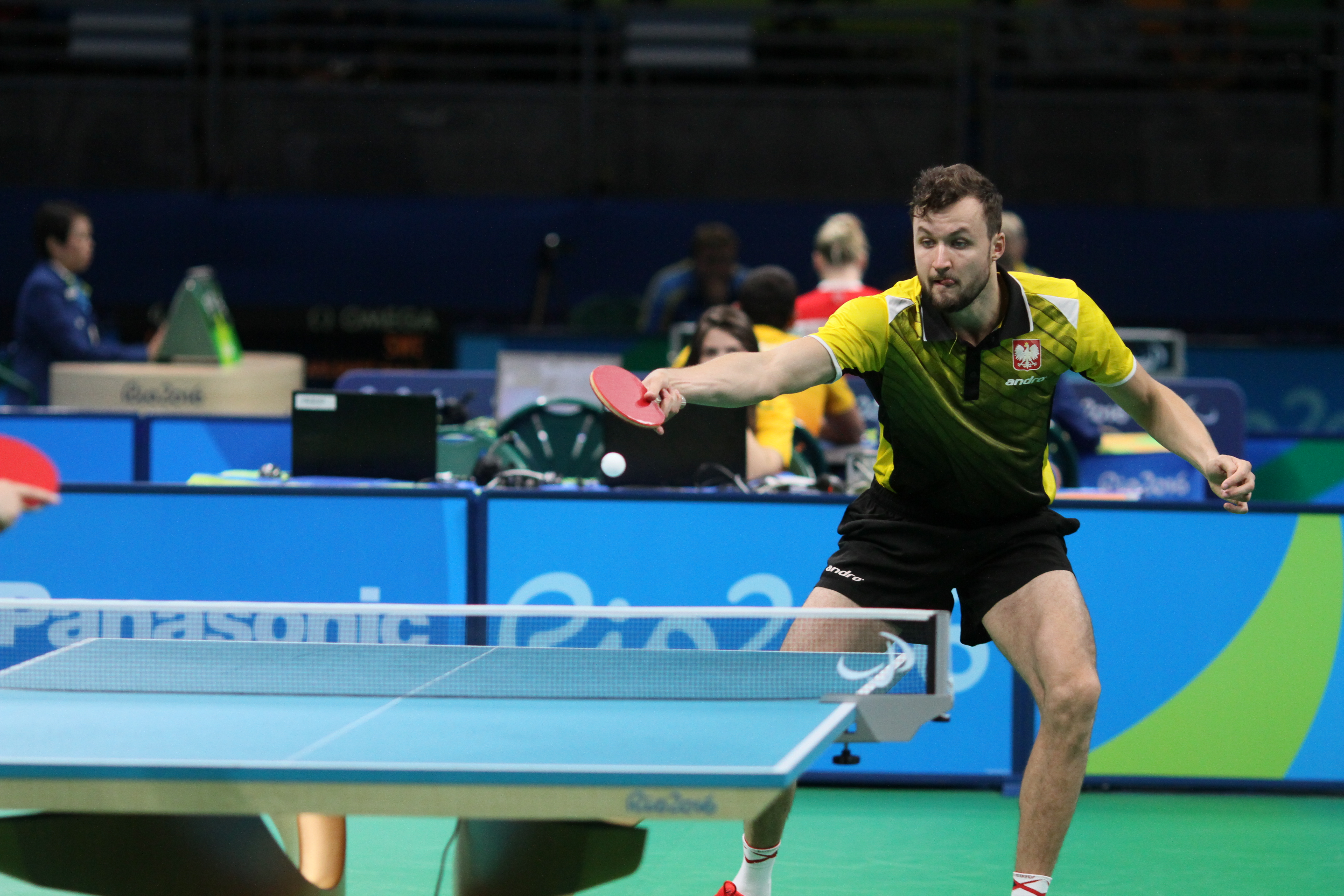
Patryk Chojnowski (2016)

Patryk Karol Chojnowski (* 5. April 1990 in Świdnik) ist ein polnischer Tischtennisspieler und Paralympionik. Er trainierte bei AZS AWFiS Balta Gdańsk und wechselte 2021 zu Dekorglass Działdowo.
Als er neun Jahre alt war, wurde bei einem Verkehrsunfall sein rechtes Fußgelenk verletzt. Er spielt neben dem Körperbehinderten-Sport auch bei den Unversehrten, bis 2019 im polnischen Nationalteam. Bei den Unversehrten spielt er weiterhin in der Superliga.

## Erfolge
Er wurde 2013 und 2016 mit dem Verdienstkreuz der Republik Polen in Gold ausgezeichnet.
Er startet im Tischtennis in der Klasse TT10.
- Paralympische Spiele:

2012: Gold im Einzel
2012: Silber in der Mannschaft
2016: Silber im Einzel
2016: Bronze in der Mannschaft
2020: Gold im Einzel
- Weltmeisterschaften

2014: Gold im Einzel
2014: Gold in der Mannschaft
2017: Gold in der Mannschaft
2018: Gold im Einzel
- Europameisterschaften

2017: Gold im Einzel
2017: Gold in der Mannschaft
2019: Gold im Einzel
2019: Gold in der Mannschaft